# CSS Shenandoah
CSS Shenandoah – żaglowy pełnorejowiec „Sea King” zakupiony przez marynarkę Skonfederowanych Stanów Ameryki w brytyjskiej stoczni River Clyde, z przeznaczeniem do działań krążowniczych podczas wojny secesyjnej jako rajder przeciwko statkom i okrętom Unii w końcowym okresie wojny. Budowany przez Brytyjczyków z myślą używania go na trasie do Indii miał solidny żelazny szkielet kryty poszyciem z drewna tekowego, był więc szczególnie odporny na porastanie wodorostami i skorupiakami. Była to jednostka o dużej dzielności morskiej, szybka i zwrotna. Dowódcą „Shenandoah” został kmd. James Waddell z Karoliny Północnej, który miał za sobą 20 lat służby w US Navy i CS Navy. „Shenandoah” oddał ostatni strzał wojny secesyjnej na wodach subarktycznych w pobliżu Aleutów.

## Początki
Po zakończeniu prac w stoczni „Sea King” wyszedł 8 października w morze, rzekomo w rejs do Bombaju, w rzeczywistości udał się do portu Funchal na Maderze, gdzie spotkał się z parowcem „Laurel”, który dostarczył na pokład brakujących oficerów i członków załogi szkieletowej, działa, amunicję i resztą wyposażenia. Po zakończeniu prac i dokooptowaniu do załogi marynarzy z tymczasowej załogi „Sea Kinga” oraz z „Laurela”, zmieniono nazwę na CSS „Shenandoah” i wciągnięto na maszt nową, obowiązującą od 26 maja banderę CS Navy. Rajder był gotów do działania.

## Rajd
Jak uzgodniono wcześniej w Departamencie Marynarki Konfederacji CSS „Shenandoah” miał poszukiwać i niszczyć statki handlowe nieprzyjaciela na tych akwenach, gdzie dotąd CS Navy nie działała. Dlatego z Madery okręt udał się na południe, by po opłynięciu Przylądka Dobrej Nadziei podążyć ku Australii, a po wejściu na wody Pacyfiku skoncentrować się na atakowaniu flotylli wielorybniczych Unii.
W drodze wzdłuż wybrzeży Afryki rajder zajął sześć pryzów. Pięć z nich posłał na dno, szósty zaś (po skrzętnym podjęciu z morza rozbitków) został obsadzony własną załogą i odesłany z więźniami do Salvador de Bahia w Brazylii. 25 stycznia 1865 roku, wciąż z brakami w załodze (mimo dobrania pewnej liczby ochotników z pryzów), „Shenandoah” zawinął do Melbourne. Postój w tym porcie nie trwał długo, bowiem Waddell próbował werbować członków załogi, przez co popadł w konflikt z władzami. Na dodatek na ląd zeszło – i więcej nie wróciło – osiemnastu marynarzy, którzy wkrótce złożyli zeznania w konsulacie unionistów. Sprawa zakończyła się zwerbowaniem czterdziestu dwóch krążących wokół portu włóczęgów, którzy mieli w zwyczaju podróżować z wyspy na wyspę jako pasażerowie na gapę, i wyjściem w morze 18 lutego.
Na Oceanie Indyjskim i w pobliżu Australii rajder nie miał specjalnie szczęścia i mógł poszczycić się tylko jedną zdobyczą, ale po przybyciu na wody archipelagu Karolinów zatopił cztery statki wielorybnicze, a w okolicach Kurylów kolejny. Po trzech tygodniach żeglugi po pokrytym gęstą krą Morzu Ochockim i zdobyciu jednego tylko pryzu Waddell minął łańcuch Wysp Aleuckich i przez Morze Beringa wszedł aż na Ocean Arktyczny. 21 czerwca z gazety z San Francisco, znalezionej na jednym z pryzów, dowiedział się o kapitulacji gen. Roberta Lee, ale jednocześnie przeczytał apel konfederackiego prezydenta Jeffersona Davisa wzywającego do dalszej walki. Kontynuował więc swoje dzieło zniszczenia, topiąc dalszych dwadzieścia jeden pryzów, z czego jedenaście w ciągu zaledwie siedmiu godzin. Dopiero na początku sierpnia dowiedział się od napotkanego brytyjskiego statku, że wojna została w kwietniu zakończona.
„Shenandoah” przeszedł teraz błyskawiczną przemianę w statek handlowy. Całe uzbrojenie zniknęło pod pokładem, a burty przemalowano, by rajder wyglądał jak zwykły statek handlowy. 6 listopada zawinięto do Liverpoolu, gdzie Waddell poddał okręt Brytyjczykom, którzy zwrócili go Amerykanom.

## Podsumowanie
W trakcie swego rajdu „Shenandoah” zatrzymał w sumie trzydzieści osiem statków, z których trzydzieści dwa zniszczył, a sześć zwolnił. Tym samym był po „Alabamie” i obok „Floridy” najskuteczniejszym konfederackim rajderem. Pozostawał w morzu dwanaście miesięcy i siedemnaście dni, pokonując 58 tysięcy mil morskich, i jako jedyny okręt konfederacji dokonał okrążenia globu. Waddell wziął blisko tysiąc jeńców, nie tracąc nawet jednego człowieka w walce (dwóch marynarzy zmarło z chorób). Przyczyną było to, że rajder działał przeciwko nieuzbrojonym statkom (głównie wielorybniczym) i że największe natężenie tej działalności miało już po zakończeniu działań wojennych.